# Funambola
Funambola é um álbum da cantora e compositora italiana Patrizia Laquidara, que foi publicado em 2007 por a Ponderosa Music&Art.
É dedicado a Philippe Petit, que marchou sobre um fio de metal entre as duas torres gêmeas de New York.

## Canções
1. Pioggia senza zucchero - 3.36 - (P. Laquidara)
2. Se qualcuno - 3.45 - (P. Laquidara, A. Canto)
3. Senza pelle - 4.00 - (G. Casale - R. Tarantino)
4. Nuove confusioni - 4.00 - (P. Laquidara)
5. L'equilibrio è un miracolo - 4.08 - (P. Laquidara, E. Cirillo - A. Canto)
6. Le cose - 3.08 - (P. Laquidara, Kaballà - P. Laquidara, G. Mancini)
7. Addosso - 3.20 - (P. Laquidara - A. Canto)
8. Ziza - 3.49 - (A. Canto, P. Laquidara - A. Canto)
9. Chiaro e gelido mattino - 4.12
10. Oppure no - 2.57 - (P. Laquidara, A. Canto)
11. Va dove il mondo va - 4.22 - (G. Fabbris - J. Barbieri)
12. Personaggio - 5.07 - (A. M. Lindsay, M. Gibbs, Kassin - adatt. in italiano P. Laquidara, L. Gemma)
13. Noite e luar - 4.14 - (P. Laquidara)

## Singles
- Le cose (2007)
- Ziza, (2008)
- Personaggio, (2008)

## Trilhas sonoras
- Noite e luar, no filme "Manuale d'amore", por Giovanni Veronesi (2005)